# Eva Adamczyková
Eva Adamczyková (rozená Samková, * 28. dubna 1993 Vrchlabí) je česká snowboardistka závodící ve snowboardcrossu. V této disciplíně je olympijskou vítězkou ze Zimních olympijských her 2014 v Soči a bronzovou medailistkou z následujících ZOH v Pchjongčchangu. Na X Games 2014 v coloradském Aspenu vybojovala druhé místo, stejné umístění má na kontě i z roku 2016. V letech 2019 a 2023 se stala mistryní světa, v letech 2010, 2011 a 2013 juniorskou mistryní světa. V sezonách 2016/2017, 2018/2019 a 2020/2021 vyhrála celkové hodnocení snowboardcrossu v rámci Světového poháru.

## Kariéra
S lyžováním začala ve věku dvou let a v sedmi letech přešla na snowboarding. Závodně se snowboardingu věnuje od 10 let. Původně se věnovala freestyle snowboardingu, ale po zlomeninách nohy a ruky přešla na snowboardcross, kterému se věnuje od roku 2008.
Jejími spolužačkami na základní škole ve Vrchlabí byly Karolína Erbanová a Lucie Charvátová, na gymnáziu Karolína Grohová.
Trénují ji Marek Jelínek a Jakub Flejšar.
Jejími největšími úspěchy v juniorském věku jsou tři vítězství na juniorském mistrovství světa – poprvé triumfovala v roce 2010 na Novém Zélandu, kde jako šestnáctiletá dokázala porazit soupeřky starší o tři roky. Vítězství obhájila také v letech 2011 a 2013.
V sezóně 2010/11 obsadila mezi dospělými 5. místo na mistrovství světa 2011 v La Molině. V závěru sezóny 2010/2011 skončila v závodě Světového poháru v italském Valmalencu na 2. místě, když podlehla jen suverénní Lindsey Jacobellisové.
Sezónu 2011/12 musela vynechat kvůli zdravotním problémům. V prosinci 2011 si při předzávodní projížďce trati v americkém Telluride přetrhla přední křížový vaz v levém koleni. Původní prognóza vypadala nadějně, koleno nebolelo. Po návratu do České republiky však magnetická rezonance odhalila přetržený vaz. V lednu 2012 podstoupila plastiku vazu v nemocnici v Berouně u ortopeda Víta Dvořáka. Operace a rehabilitace proběhla bez vážných komplikací. Na svém zranění byla po čase schopna nalézt i pozitiva. Během omezené motorické schopnosti spodní části těla posilovala především vrchní část těla, které před zraněním nevěnovala velkou pozornost, intenzivně spolupracovala s psychology (program řešení krizových situací v klidu apod.), měla čas se připravit na maturitu (2012), věnovala se reklamní kampani firmy Vagus.
V sezóně 2012/13 patřila k hlavním favoritkám závodů. V lednu na mistrovství světa 2013 v Stonehamu obsadila konečné 7. místo, když vyhrála malé finále. V kvalifikaci zajela 3. nejrychlejší čas. Svojí čtvrtfinálovou jízdu vyhrála, ale v semifinále dojela poslední kvůli problémům s prknem. Dne 2. února 2013 poprvé v kariéře vyhrála závod světového poháru v kanadském Blue Mountain.
Dne 16. února 2014 vyhrála závod v snowboardcrossu na Zimních olympijských hrách 2014 v Soči. Získala tak první zlatou medaili pro českou výpravou a vybojovala historicky páté české individuální zlato ze zimních her, v rámci československých a českých výprav. Dne 23. května 2014 se poprvé stala vítězkou ankety Král bílé stopy. V anketě Sportovec roku 2014 se umístila na 2. místě, když za vítěznou Kvitovou zaostala nejtěsnějším rozdílem v historii ankety o 10 bodů ziskem 1 520 bodů.
V sezóně 2016/2017 ovládla závody snowboardcrossařek ve Světovém poháru a poprvé vyhrála celkovou klasifikaci této disciplíny. Dne 16. února 2018 vybojovala ve snowboardcrossu bronzovou medaili na Zimních olympijských hrách 2018 v Pchjongčchangu.
Dne 1. února 2019 získala ve snowboardcrossu titul mistryně světa na MS v Utahu. Byla to její první medaile ze seniorského snowboardového šampionátu. Během sezóny 2018/2019 podruhé vyhrála celkové hodnocení snowboardcrossařek ve Světovém poháru a roku 2019 podruhé vyhrála anketu Král bílé stopy. Na Mistrovství světa 2021 vybojovala bronzovou medaili a v týmovém závodě pak společně s Janem Kubičíkem dojela na pátém místě. V ročníku 2020/2021 potřetí získala křišťálový glóbus za vítězství v celkové klasifikaci Světového poháru ve snowboardcrossu a roku 2021 potřetí zvítězila v anketě Král bílé stopy.
Dne 11. prosince 2021 utrpěla při dojezdu v závodě smíšených týmů v rámci Světového poháru v rakouském Montafonu zlomeniny obou nohou nad kotníky. V lednu 2022 ji sice Český olympijský výbor nominoval na Zimní olympijské hry 2022, ovšem o několik dní později Samková uvedla, že kvůli léčbě zranění do Pekingu nepojede a do konce sezóny už závodit nebude. Po uzdravení se v prvních závodech objevila v listopadu 2022 a do závodů Světového poháru opětovně nastoupila v prosinci toho roku. Dne 1. března 2023 vyhrála na mistrovství světa v Gruzii všechny své jízdy a podruhé se stala světovou šampionkou. V květnu 2023 počtvrté vyhrála anketu Král bílé stopy.
V červnu 2024 uvedla, že kvůli těhotenství vynechá minimálně následující sezónu 2024/2025.

## Osobní život
Od roku 2018 byl jejím partnerem herec Marek Adamczyk, kterého si 15. září 2022 vzala. V prosinci 2024 se jim narodil syn Kryštof.
V roce 2023 se zúčastnila 12. řady televizní taneční soutěže StarDance …když hvězdy tančí a spolu s Jakubem Mazůchem se umístila na druhém místě. Stejné řady se účastnil i její manžel Marek Adamczyk, který s taneční partnerkou Lenkou Norou Návorkovou vypadl v šestém dílu.